# 靳曾珍麗
靳曾珍麗（1933年8月29日—2010年5月13日），中華民國（台灣）政治人物，曾以全國不分區身份當選為第三、四屆立法委員。

## 生平

### 軍護出身
靳曾珍麗女士出身軍旅，曾任台中陸軍第八○三總醫院護理部主任達十一年之久，卓越的工作表現為其於民國六十一年贏得了第六十二屆國軍英雄楷模的殊榮。退役後她始終堅守專業崗位，在護理界創下許多「第一」。她是中華民國第一位出身護理界的立法委員，在其帶領下，護理人員逐漸開拓政治視野，因此迄今已有監察委員、考試委員與地方民代多人係為護理專業出身。此外，靳曾珍麗女士曾參與中國醫藥學院附設醫院與台中榮民總醫院等兩家大型醫療院所的護理部之創立，對於中部的醫療照護與護理專業曾有過重大貢獻，因此當一九九四年護理師護士公會全國聯合會頒發「第一屆傑出護理人員專業貢獻獎」時，她即為獲獎人之一。

### 立委
在台中市護理師護士公會理事長任內，靳曾珍麗女士曾參與「護理人員法」之推動立法，對護理專業之取得法律保障有著不可磨滅的貢獻；其後，她於一九九六年獲中國國民黨提名，當選第三屆不分區立法委員，因時值全民健康保險草創初期，靳曾珍麗女士除為護士、醫生與藥師等專業人員捍衛專業尊嚴之外，也陸續主導或參與推動「專科護理師」、「學校護理人員」、「呼吸治療師法」、「心理師法」、「職能治療師」與「醫事放射師」等各種專業人員的法規與制度建立。
立法院於第四屆立法委員任內開始創設「社會福利暨衛生環境委員會」，靳曾珍麗女士除堅守專業領域，長期擔任該委員會委員，也曾三度榮膺召集委員，重視急難救護和弱勢族群照顧，參與推動制定「內政部兒童局組織條例」、「特殊境遇婦女家庭扶助條例」與「兩性工作平等法」等重要法案，工作績效與貢獻深獲朝野立委與行政部門之肯定，並於兩屆立委卸任後持續領導護理界對抗SARS，其後當選「93年度全國好人好事代表」。

### 創辦法人
靳曾珍麗女士擔任中華民國護理師護士公會全國聯合會等專業團體理事長期間，積極凝聚護理專業團體共識，爭取護理人員權益，致力於護理工作環境改善；有感台灣地區愛滋病帶原者日漸增多和SARS對人類的威脅，發起成立「財團法人護理人員愛滋病防治基金會」與「護理人員防疫基金會」，積極培訓傳染病護理専業人員，加強愛滋病人照護與傳染病預防。

### 晚年
民國九十一年一月底，靳曾珍麗女士自公職卸任，但退休後仍擔任中華民國護理師護士公會、台灣省護理師護士公會與台中市護理師護士公會等護理團體理事長，並以其擔任董事長之「護理人員愛滋病防治基金會」從事國際性的護理人員與一般愛滋病防治工作，堅守護理專業崗位。民國九十九年五月十三日下午一點五十七分，靳曾珍麗女士因病於台中榮民總醫院辭世，享年七十六歲。